# Tjagatai khan
Tjagatai eller Djagatai (Tjagatai khan, mongoliska: Цагадай), född omkring 1183 och död 1241 alt. 1242, var Djingis khans andre son med Borte.
Tjagatai var första khan över Tjagataikhanatet som behärskade västra delen av nuvarande kinesiska Turkestan samt länderna runt Oxus och Jaxartes med Samarkand som huvudstad. Efter sin död efterträddes han av sitt barnbarn Qara Hulegu.